# Бенч Григорій
Григо́рій Бенч (13 жовтня 1905, село  Вілька,  Сяніцького повіту, (тепер Польща) — 11 жовтня 1988, місто Трускавець, Львівська область) — видатний  лемківський майстер плоскої та скульптурної  різьби по дереву. Належить до широко відомої Риманівської школи народного різьблення, заснованої графинею Анною Потоцькою у місті Риманів, РП, наприкінці XIX ст.  

## Життєпис
Народився в 13 жовтня  1905 року в селі  Вілька Сяніцького повіту (тепер Польща).
Закінчив  польську школи в селі  Климківка,  де місцева вчителька навчила  й української азбуки і читання. 
У 1945 роц депортований  в Радянську Україну,   село  Гутисько,  Бережанського р-ну, Тернопільської обл. У 1962 році з родиною  переїхав до курортного міста Трускавця. Свої творчі роботи здавав до мистецького центру ім.Лесі Українки у Львові. 
Дочка Бенч Ольга Григорівна (нар. 14 березня 1955) — професор,  диригент,  музикознавець, кандидат мистецтвознавства, заслужений діяч мистецтв України, народна артистка України, заступник міністра культури України (2005-2010), Генеральний консул України у Пряшеві, Словаччина, культурно- громадський діяч на лемківській ниві. Живе у Києві. 

## Творчість
Різьбити почав змалку. Тонкощів різьбярського мистецтва навчався у Михайла Орисика та Олекси Стецяка. Вирізав з липового дерева орлів, палиці з рослинним орнаментом. Вироби збував на курортах Іванич та Риманів-Здрій.
До останніх днів життя різьбив побутово-декоративні палиці великої мистецької вартості. Для основи використовував мотив переплетених галузок винограду з листям і гронами, для ручки — стилізовану голову собаки, лисиці чи орла. Учасник республіканських і обласних виставок. Одна із його робіт подарованп президенту США Дж.Картеру.